# Adrian (Giorgio Vanni e Mark the Hammer)
Adrian è un singolo di Giorgio Vanni e Mark the Hammer, pubblicato il 13 maggio 2019.

## La canzone
Scritta da Giorgio Vanni e Marco Arata, Adrian è una canzone dedicata al cartone animato omonimo. La canzone fa parte della serie di video di Marco Arata denominata Come creare una canzone senza alcun talento. La copertina dell'album è stata scelta tramite un web contest indetto da Marco Arata.
Nelle strofe sono presenti anche alcune citazioni ad altre canzoni di Adriano Celentano come I want to know Parte 2, Ti penso e cambia il mondo, Mondo in Mi7.

## Tracce
Download digitale
Testi e musiche di Giorgio Vanni e Marco Arata.
1. Giorgio Vanni e Mark the Hammer – Adrian – 3:06

## Video musicale
Il videoclip della canzone è stato pubblicato sul canale YouTube di Marco Arata nello stesso giorno di uscita del singolo. Il video è girato in una sala prove dove viene eseguito il brano da Giorgio Vanni e tre Mark the Hammer, ottenuti mediante l'uso del chroma key, che suonano chitarra, basso e batteria e partecipano ai cori.
Precedentemente sono stati pubblicati il video della serie "Come creare una canzone senza alcun talento" e il backstage di quest'ultimo.

### Produzione perCome creare una canzone senza alcun talento
- Marco Arata – regia, attore
- Giorgio Vanni – attore
- Gabrio Pozzi – aiuto regia
- Federica Paradiso – coordinamento progetto

### Produzione del backstage
- Federica Paradiso – riprese (prima parte del video)
- Gabrio Pozzi – aiuto regia

### Produzione del videoclip
- Gabrio Pozzi – regia e riprese
- Federica Paradiso – coordinamento progetto

## Produzione musicale e formazione
- Giorgio Vanni – voce
- Marco Arata – cori, chitarra, basso e batteria elettronica
- Daniel Tek Cuccione – missaggio e mastering
- Max Longhi – missaggio e mastering
- Ilenia Bossi – grafica copertina